# (24809) 1994 TW3
(24809) 1994 TW3 est un astéroïde aréocroiseur découvert en 1994.

## Description
(24809) 1994 TW3 a été découvert le 8 octobre 1994 à l'observatoire Palomar, situé au nord de San Diego en Californie, par Eleanor Francis Helin.

### Caractéristiques orbitales
L'orbite de cet astéroïde est caractérisée par un demi-grand axe de 1,94 UA, un périhélie de 1,63 UA, une excentricité de 0,16 et une inclinaison de 27,96° par rapport à l'écliptique. Du fait de ces caractéristiques, à savoir un demi-grand axe inférieur à 3,2 UA et un périhélie compris entre 1,3 et 1,666 UA, il croise l'orbite de Mars et est classé, selon la JPL Small-Body Database, comme astéroïde aréocroiseur (aréo venant de Arès).

### Caractéristiques physiques
(24809) 1994 TW3 a une magnitude absolue (H) de 14,7 et un albédo estimé à 0,250.